# Nazionale maschile under 18 di pallacanestro del Kirghizistan
La nazionale di pallacanestro kirghisa Under-18 è una selezione giovanile della nazionale kirghisaa di pallacanestro, ed è rappresentata dai migliori giocatori di nazionalità kirghisa di età non superiore ai 18 anni.
Partecipa a tutte le manifestazioni internazionali giovanili di pallacanestro per nazioni gestite dalla FIBA.

## Partecipazioni

### FIBA AsiaBasket Under-18
- 2004 - 11°
- 2006 - 12°